# Orthopsyllus major
Orthopsyllus major är en kräftdjursart som beskrevs av Walter Klie 1935. Orthopsyllus major ingår i släktet Orthopsyllus och familjen Orthopsyllidae. Inga underarter finns listade i Catalogue of Life.